# Siopa longicornis
Siopa longicornis är en tvåvingeart som beskrevs av Friedrich Georg Hendel 1909. Siopa longicornis ingår i släktet Siopa och familjen fläckflugor. Inga underarter finns listade i Catalogue of Life.